# Roca de Jou
La Roca de Jou és una muntanya de 1.449 metres que es troba al municipi de Montferrer i Castellbò, a la comarca de l'Alt Urgell.